# 江南卷柏

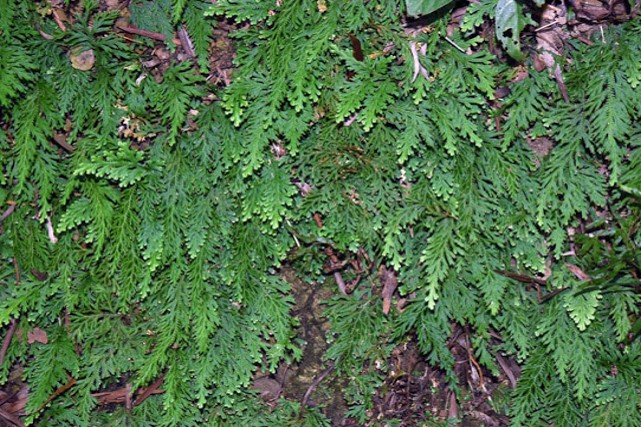
生長在陰暗潮濕山徑邊坡的異葉卷柏

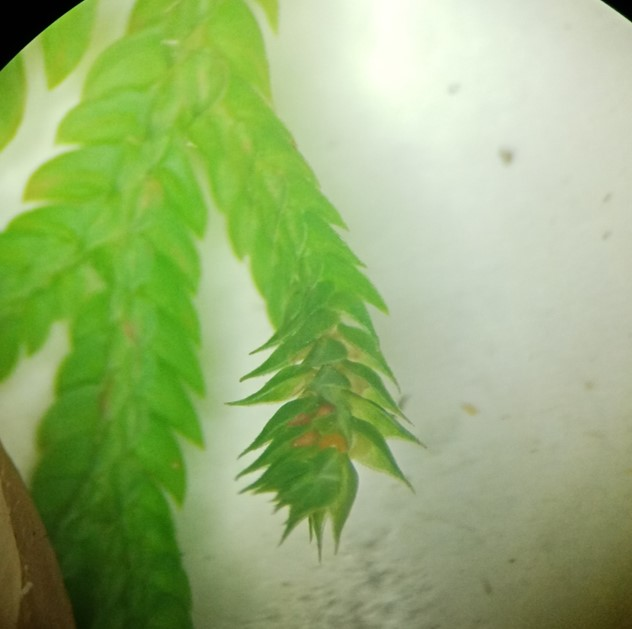
異葉卷柏孢子囊穗與孢子囊

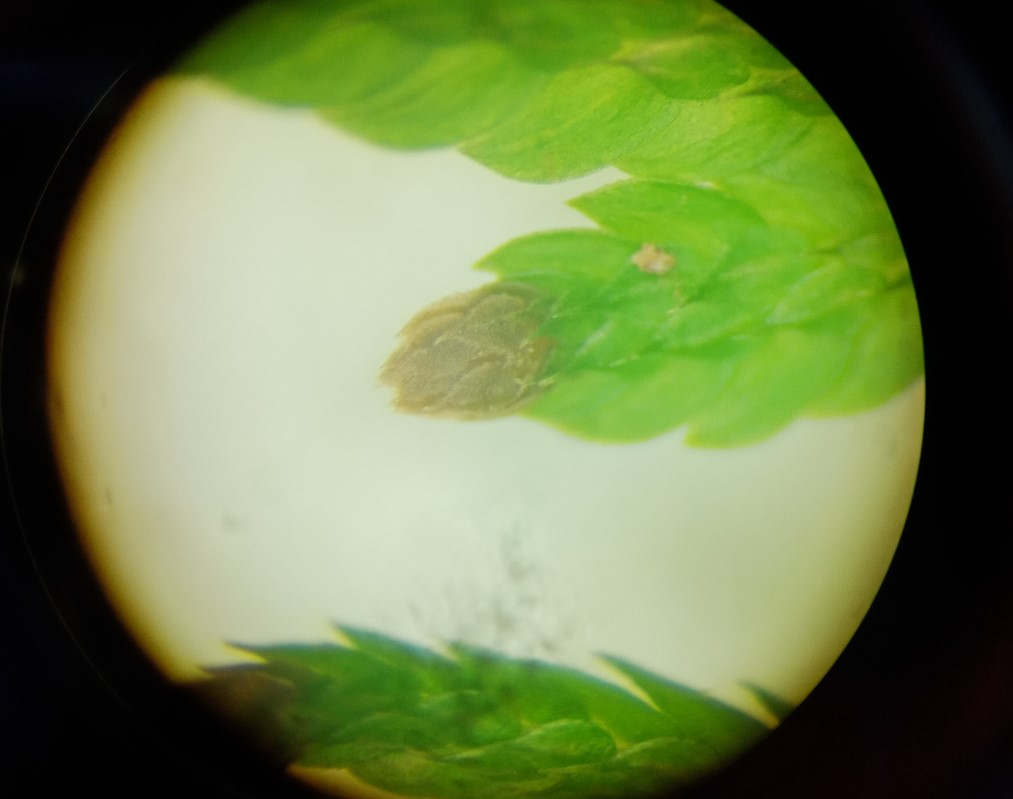
異葉捲柏的不定芽

異葉卷柏（學名：Selaginella moellendorffii），或名异叶卷柏，又名岩柏草（Gâm-peh-tsháu）、石柏（Tsio̍h-peh），為卷柏科卷柏屬下的一個種，生長在低海拔亞熱帶闊葉林中，為常見的地生小型蕨類植物（廣義）。

## 特徵
主莖直立，高約25cm，主軸上的小葉貼伏莖上，小葉卵形，長4-5mm，寬1-3mm，全緣，有一不明顯中脈，螺旋狀排列，主軸上小葉排列較側枝疏，植株下半部不分支且莖無毛，上半部2-3回分支。小枝連葉寬3-4mm，小葉為兩形葉，分為側葉及中葉，側葉橫長形，基部歪斜，具緣毛，長1-2mm，寬約0.5mm，中葉卵圓形，具長緣毛，中脈彎曲，末端尾尖，基部圓，長約1mm，寬約0.3mm；孢子葉同形，孢子囊穗四角柱形，長5-10mm，偶見根支體與小枝末端生長褐色不定芽。

## 習性
異葉卷柏為地生小型蕨類，生長在低海拔半遮蔭或陰暗山溝山谷，也可見於山徑道路之陰暗邊坡。

## 分布
異葉卷柏常見於中國大陸南部、中南半島、琉球群島與台灣低海拔山區。

## 重要性
異葉卷柏是一屬於石松門，且相當古老的維管束植物，發現在大約4億年前的化石中，其缺乏真葉的特徵是植物演化上的重要節點，使其成為植物演化研究與基因學中，相當重要的模式生物。

## 相似種
全緣卷柏與異葉卷柏相似，皆常見於台灣低海拔亞熱帶闊葉林中，但其為二回羽狀分枝，側枝末端不分支且外形上為魚骨狀，與異葉卷柏之三回羽狀分枝不同，此為兩種之重要鑑別特徵。